# Veka
Véka (lat. palpebra) je guba pred zrklom, ki ima na zunanji strani kožo, na notranji sluznico, vmes pa je vezivo in mišičje. Človeško oko ščitita dve veki, spodnja veka, ki ščiti oko od spodaj, in zgornja veka, ki ščiti oko od spredaj.
Poglavitne naloge vek so enakomerna porazdelitev solz in drugih izločkov po zrklu in s tem ohranjanje navlaženosti očesa, preprečevanje izsušitve očesa med spanjem ter s hipnim mežikom zaščita pred vdorom tujkov v oko.
Zgornjo veko dviga mišica dvigalka zgornje veke (levator palpebrae superioris muscle) in povzroči, da se oko "odpre". Je pod hotnim in nehotnim nadzorom. Na robu zgornje in spodnje veke so razvrščene trepalnice, ki dajejo dodatno zaščito očesu pred vdorom prahu, tujkov in znoja. 

## Zgradba
Veko sestavlja več plasti, od zunaj navznoter si sledijo v naslednjem vrstnem redu: 
- koža – glede na zdgradbo je podobna kot na drugih predelih kože, vendar je sorazmerno tanka[2] in vsebuje več pigmentnih celic; vsebuje tudi lojnice, znojnice in dlake, ki na robu veke tvorijo trepalnice,[3]
- podkožje,
- mišičje (očesna orbikularna mišica),
- vezivna membrana, imenovana orbitalni septum,
- tarzus (čvrsta vezivna ploščica),
- veznica veke (sluznica, ki obdaja notranjo stran veke).

Med tarzusom in veznico očesne veke ležijo tarzalne žleze, razvejene lojnice, ki izločajo sekret na robu vek za trepalnicami.

## Klinični pomen
- Poškodbe vek – so najpogosteje posledica tope poškodbe in se pogosteje pojavljajo pri moških, najpogostejši vzrok za poškodbe pa so ročna opravila. Pogosto jih spremljajo druge poškodbe zrkla. Med spremljajočimi poškodbami se pojavljajo tudi poškodbe solznega aparata.[5]
- Ječmen (hordeol) – gnojna, navadno stafilokokna okužba lojnic v veki.
- Halazij – vnetni granulom tarzalne žleze, ki lahko prizadene spodnjo ali zgornjo veko. Povzroča podobne simptome kot ječmen, vendar halazij običajno ni tako boleč, hkrati pa gre pogosto za kronično bolezen. Ob zdravljenju običajno izgine po nekaj mesecih, brez zdravljenja pa lahko pride do samoodsebne resorpcije v roku dveh let. Če se halazij ne odzove na topično zdravljenje, je lahko potreben operativni poseg.
- Blefaritis – vnetje roba vek na predelu trepalnic. Pogosto je zdravljenje težavno, saj se blefaritis pogosto ponavlja.[6] Najpogosteje ga povzroča okužba s stafilokoki. Povzroča pekoč občutek, občutek tujka v očesu, prekomerno solzenje, pordelost oči, zamegljen vid, občutljivost na svetlobo, pordele in zatekle veke, suhe oči, jutranjo zlepljenost oči.
- Uvih veke oziroma entropij – navznoter uvihana veka, ki se običajno pojavlja pri starostnikih, lahko pa gre tudi za prirojeno motnjo, posledico spastičnosti mišice v veki ali brazgotine po poškodbi, bolezni ali operativnem posegu.[7] Gre za brezsimptomsko stanje, ki pa lahko v redkih primerih vodi do trihiaze (nepravilna rast trepalnic proti zrklu), ki zahteva kirurški poseg. Pogosteje prizadene spodnjo veko.
- Izvih veke ali ektropij – prav tako se pogosteje pojavlja pri starostnikih in povzorča kronično draženje oči. Lahko je tudi posledica alergije. Poglavitna simptoma sta solzenje in otrdelost veznice veke.